# Asterix & Obelix
Asterix & Obelix är ett plattformsspel utgivet av Infogrames 1996, till PC, SNES, Game Boy och Game Boy Color. Spelaren kan välja mellan att spela som Asterix eller Obelix, och om man vill kan man spela två personer samtidigt.

## Handling
Spelet utspelar sig, precis som seriealbumen, runt år 50 före Kristi födelse. Spelet innehåller även bonusbanor, bland annat en rugby-liknande match samt olympiska spel i Grekland.

## Språk
Man kan välja mellan språken engelska, franska, italienska, portugisiska, spanska och tyska.

## Utveckling
Spelet är baserat på seriealbumen Asterix och britterna, Asterix i Alperna, Asterix på olympiaden, Asterix och Kleopatra samt Asterix i Spanien, det fjärde uppdraget i Game Boy Advance-version är dock baserat på Asterix på irrvägar i stället för Asterix och Kleopatra.